# Dinar libio
El dinar libio (en árabe دينار ليبي dinar libio, o simplemente dinar دينار) es la unidad monetaria de Libia. El código ISO 4217 es LYD, y su abreviación es LD. Se subdivide en 1000 dirhams (درهم), como en la antigüedad se subdividían las monedas árabes; a diferencia de las monedas de hoy en día, que tienen una subdivisión centesimal.
Mientras Libia formó parte del Imperio otomano, se utilizó la piastra otomana (en árabe qiresh, en turco kuruş), y no fue hasta 1844 en que se emitieron algunas monedas locales. Cuando Italia asumió el control del país en 1911, se introdujo la lira italiana. En 1943, Libia se dividió bajo soberanías francesa y británica. En el cantón francés se utilizó el franco argelino y en el británico se emitió libras.
En 1951, Libia fue declarada un estado independiente y se introdujo la libra libia (LYP) a una tasa de 1 libra = 480 liras = 980 francos. La libra se dividió en 100 piastras (قرش qiresh) y 1.000 millièmes (مليمات milimat). En 1971 se substituyó la libra por el dinar a una cambio paritario de 1 a 1, y el dirham reemplazó al millième.
Entre 2002 y 2005 se emitieron nuevos diseños que corresponden al billete de 20 dinares y a las monedas de ¼ y ½ Dinar, esta última emitida en formato bimetálico con un diámetro de 30 milímetros y con un anillo de cupróniquel y un centro de latón con una línea de diseño similar al del resto de la serie.
Las últimas emisiones del Banco Central tuvieron lugar en 2013 y tienen un nuevo diseño en todos los billetes, motivado tras el cambio de gobierno en la guerra de Libia de 2011. Todas las ediciones anteriores se encuentran en fase de retirada y a partir de diciembre de dicho año serán consideradas inválidas.

## Monedas
Las monedas emitidos por el Banco Central de Libia (مصرف ليبيا المركزي Masraf Libia al-Markazi) son:

| Denominación | Circula desde | Forma     | Metal  | Metal  | Diámetro | Canto          | Diseño anverso | Diseño reverso |
| Denominación | Circula desde | Forma     | Anillo | Centro | Diámetro | Canto          | Diseño anverso | Diseño reverso |
| ------------ | ------------- | --------- | ------ | ------ | -------- | -------------- | -------------- | -------------- |
| 1 Dirham     | 1975          | Circular  | Latón  | Latón  |          | Liso           | Caballero      | Valor facial   |
| 5 Dirhams    | 1975          | Circular  | Latón  | Latón  |          | Liso           | Caballero      | Valor facial   |
| 10 Dirhams   | 1975          | Circular  | Níquel | Níquel |          | Estriado       | Caballero      | Valor facial   |
| 20 Dirhams   | 1975          | Circular  | Níquel | Níquel |          | Estriado       | Caballero      | Valor facial   |
| 50 Dirhams   | 1975          | Lobulada  | Níquel | Níquel |          | Liso           | Caballero      | Valor facial   |
| 100 Dirhams  | 1975          | Circular  | Níquel | Níquel |          | Estriado       | Caballero      | Valor facial   |
| ¼ Dinar      | 2002          | Decagonal | Latón  | Latón  |          | Estriado disc. | Caballero      | Valor facial   |
| ½ Dinar      | 2004          | Circular  | Níquel | Latón  | 30 mm    | Estriado       | Caballero      | Valor facial   |

Las monedas de denominación inferior a 50 Dirhams son muy difíciles de encontrar en circulación.

## Billetes
La última serie de billetes emitidos por el Banco Central de Libia (مصرف ليبيا المركزي Masraf Libya al-Markazi) fue distribuida en marzo de 2013 tras la caída del gobierno de Muamar el-Gadafi. Estos han sido totalmente rediseñados para todos sus valores (1, 5, 10, 20 y 50 dinares) de tal forma que se elimina cualquier alusión a su persona.<ref>Libya new 20-dinar note confirmed
| Serie de 2013 | Serie de 2013 | Serie de 2013 | Serie de 2013              | Serie de 2013                   | Serie de 2013                        |
| Imagen        | Imagen        | Valor         | Color predominante         | Descripción                     | Descripción                          |
| Anverso       | Reverso       | Valor         | Color predominante         | Anverso                         | Reverso                              |
| ------------- | ------------- | ------------- | -------------------------- | ------------------------------- | ------------------------------------ |
|               |               | 1 Dinar       | Morado, azul, rojo y verde | Manifestantes Anti-Gaddafi      | Bandera de Libia y palomas de la paz |
|               |               | 5 Dinares     | Marrón                     | Torre del Reloj Otomano         | Templo de Zeus en Cirene             |
|               |               | 10 Dinares    | Azul                       | Omar al-Mukhtar                 | Jinetes de Al Mukhtar                |
|               |               | 20 Dinares    | Naranja                    | Mezquita Al Ateeq en Oujlah     | Escuela tradicional en Ghadames      |
|               |               | 50 Dinares    | Verde                      | Faro italiano de Sede Khrebeech | Arco de piedra en Tadrart Acacus     |

A continuación se detallan los antiguos billetes de Gadafi, ahora en fase de retirada:
| Denominación | Efigie              | Color predominante | Año de emisión | Imagen del anverso | Imagen del reverso |
| ------------ | ------------------- | ------------------ | -------------- | ------------------ | ------------------ |
| ¼ Dinar      | Fuerte de Murzuq    | Multicolor         | 2002           |                    |                    |
| ½ Dinar      | Oleoducto           | Violeta            | 2002           |                    |                    |
| 1 Dinar      | Muammar al-Gaddafi  | Multicolor         | 2002           |                    |                    |
| 1 Dinar      | Muammar al-Gaddafi  | Violeta            | 2004           |                    |                    |
| 5 Dinares    | Camello             | Multicolor         | 2002           |                    |                    |
| 5 Dinares    | Camello             | Rojo               | 2004           |                    |                    |
| 10 Dinares   | Omar Mukhtar        | Multicolor         | 2002           |                    |                    |
| 10 Dinares   | Omar Mukhtar        | Verde              | 2004           |                    |                    |
| 20 Dinares   | Gran Río Artificial | Multicolor         | 1999           |                    |                    |
| 50 Dinares   | Muamar el Gadafi    | Naranja            | 2008           |                    |                    |

## Tipos de cambio
10 de febrero de 2018: 

1 EUR = 1,637 LYD  1 USD = 1,335 LYD
1 de junio de 2024: 

1 EUR = 5,26 LYD  1 USD = 4,84 LYD